# Cybianthus venezuelensis
Cybianthus venezuelensis är en viveväxtart som beskrevs av Carl Christian Mez. Cybianthus venezuelensis ingår i släktet Cybianthus, och familjen viveväxter. Inga underarter finns listade i Catalogue of Life.